# Abdelhaq Nadir
Abdelhaq Nadir (en arabe : عبد الحق نادر) est un boxeur marocain né le 15 juin 1993 au Maroc. 

## Carrière
Sa carrière amateur est principalement marquée par une médaille d'or remportée aux Jeux africains de Rabat en 2019 dans la catégorie des poids légers.
Aux Championnats d'Afrique de boxe amateur 2024 à Kinshasa, il obtient la médaille d'or dans la catégorie des moins de 67 kg.

## Palmarès

### Championnats d'Afrique de boxe amateur
- Médaille de bronze en -67 kg en 2024 à Kinshasa, République démocratique du Congo
- Médaille de bronze en -63,5 kg en 2022 à Maputo, Mozambique
- Médaille de bronze en -63,5 kg en 2023 à Yaoundé, Cameroun[3].

### Jeux africains
- Médaille d'or en -63 kg en 2019 à Rabat, Maroc

### Jeux panarabes
- Médaille d'argent en -63,5 kg en 2023 à Alger, Algérie

### Jeux méditerranéens
- Médaille d'argent en -64 kg en 2018 à Tarragone, Espagne
- Médaille de bronze en -63 kg en 2022 à Oran, Algérie